# Agathis distincta
Agathis distincta är en stekelart som först beskrevs av David Timmins Fullaway 1919. 
Agathis distincta ingår i släktet Agathis och familjen bracksteklar. Inga underarter finns listade i Catalogue of Life.